# TVE HD
TVE HD fue un canal de televisión en alta definición de TVE que emitía a través de la TDT. Comenzó sus emisiones el 17 de junio de 2009 en Valladolid, y aumentó progresivamente su área de cobertura, llegando hasta el 84% de los hogares españoles en septiembre de 2010.
El canal, que emitía en pruebas a resolución 720p y 50 fotogramas por segundo junto con sonido Dolby Digital Plus 2.0, cesó sus emisiones el 31 de diciembre de 2013 para dar paso a La 1 HD.

## Historia
Las primeras emisiones de TVE HD se produjeron durante la celebración de los Juegos Olímpicos de Pekín 2008, el 6 de agosto de 2008, aunque solo pudieron acceder aquellos abonados a la plataforma de pago de Digital+, donde sustituyó, de manera temporal, a las emisiones de Canal+ HD.
Tras la cita olímpica, TVE HD suspendió sus emisiones el 29 de agosto de 2008. Sin embargo, desde el 17 de junio de 2009, TVE HD vuelve a emitir, aunque en periodo de pruebas limitadas, enviando la imagen desde el Centro de Producción de Programas de TVE Cataluña en San Cugat del Vallés (Barcelona), al área metropolitana de Valladolid, donde las emisiones de TVE HD pudo verse a través del múltiplex 32. Desde finales del mes de abril de 2010, TVE HD expandió su cobertura de emisión a otras ciudades españolas a través de las antiguas frecuencias analógicas de La 2.
TVE HD usaba todas las nuevas tecnologías de sonido, imagen y producción, esperando que el 1 de septiembre de 2010, llegara a todas las capitales de provincia, y el 1 de enero de 2011, a todo el territorio español.
TVE HD compartía mux con Teledeporte, Teledeporte HD y dos radios: Radio Clásica y Radio 3 y su programación se basaba en reposiciones de series que TVE tuviera en HD, cuando no fuera un simulcast con La 1, La 2 o Teledeporte.
Cuando la programación del canal tenía emisión en simulcast con La 1, La 2 o TDP aparecía una pequeña mosca al empezar el programa y durante las promociones del canal en la parte derecha de abajo de la pantalla en la que figuraba También en HD. Además, cada año, desde 2009, solía emitir el Festival de Eurovisión ya fuera en directo y en simulcast con La 1 o bien semanas después en diferido. Desde 2014 lo hace su cadena sucesora, La 1 HD.
En 2012 fue retransmitida la primera semifinal del Festival de Eurovisión 2012 así como la final con máxima calidad de alta definición, los dos eventos por primera vez en directo y simulcast.
El 28 de diciembre de 2013, RTVE confirmó que TVE HD cesaría sus emisiones el 31 de diciembre del mismo año, ya que decidió lanzar La 1 HD en su lugar desde el 1 de enero de 2014.